# مسجد حوض معجردار
مسجد حوض معجردار؛ نام مسجدی تاریخی مربوط به دورهٔ صفوی تا دورهٔ قاجار بود که در شهرستان مشهد، شهر مشهد، خیابان نواب صفوی، ضلع جنوب غربی، تقاطع خیابان نواب صفوی و شارستان رضوی واقع بود و این اثر در تاریخ ۱ اسفند ۱۳۹۴ با شمارهٔ ثبت ۳۱۴۳۵ به‌عنوان یکی از آثار ملی ایران به ثبت رسید. اما این بنا در تاریخ ۲۵ دی ۱۳۹۶ توسط «شهرداری مشهد» تخریب و از شمار آثار ملی این شهرستان خارج گردید.

## تاریخچه و وجه تسمیه اثر
بنا به متن کتاب مشهد در آغاز قرن چهاردهم خورشیدی مشهور به گزارش مکتب شاهپور در صفحه110 که در سال۱۳۱۳ ش نوشته شده است:
این مسجد از ابنیه دوره صفویه شمرده شده و روی آب انباری نزدیک به دروازه پائین خیابان در ضلع جنوبی خیابان صفوی واقع می‌باشد. همچنین کتیبه ای به خط ثلث بر ازاره ایوان مسجد معجردار به خط علیرضا عباسی نوشته شده که حاکی از این است که در عهد شاه عباس ثانی به امر خواجه بیک وزیر بنا شده‌است.
میرزا علی اصغر الحسینی فرزند مرحوم جمال الدین میرزا از سادات و نسل علمایی جبل عامل لبنان است که توسط شاه عباس اول صفوی به دارالسلطنه اصفهان دعوت می‌شوند. خاندان الحسینی در حرم مطهر رضوی همواره در کشیک دوم آستان قدس رضوی افتخار خادمی داشته‌اند. میرزا علی اصغر الحسینی پس از فوت پدر در اصفهان، مجاور حرم مطهر رضوی در مشهد شد. در سال ۱۲۵۳ قمری میرزا علی اصغر الحسینی مسجد قدیمی حوض رباط دوره صفویه که روی یک آب انبار قرارداشت را بازسازی کرد. میرزا علی اصغر الحسینی دو دکان متصل به مسجد را به بنای مسجد اضافه کرد. ساخت این  دو دکان با نیت انجام باقیات و صالحات و تامین هزینه روشنایی مسجد بود. میرزا علی اصغر الحسینی این دکانها که در حاشیه جنوبی خیابان سفلی (پائین خیابان) و در فاصله یکصدمتری از حرم مطهر امام رضا (ع) ـ در سمت مسجد فیل ـ بودند، وقف اولاد کرد. قابل ذکر است در سال ۱۲۵۳ قمری  حدود دو قرن قبل، مقارن با سفر جنگی محمدشاه قاجار برای تصرف هرات بود. در قسمت زیرین بنای این مسجد یک آب انبار قرار دارد که بنای این مسجد بر روی این آب انبار بزرگ و منحصر به فرد بنا شده است. در ازمنه گذشته آب انبار مسجد معجردار تنها منبع تأمین آب شرب کلیه اهالی پایین خیابان مشهد بوده‌است. منزل مسکونی میرزا علی اصغر الحسینی در حاشیه شمالی خیابان پائین خیابان روبروی مسجد مسجد معجردار بود.
در ازمنه مختلف مسجد مسجد معجردار به سه نام شهرت داشته‌است: اول: مسجد رباط، دوم: مسجد حوض معجردار و سوم: مسجد صاحب الزمان (عج).
اولین نام: مسجد رباط
در دویست سال قبل مسجد رباط در کنار یکی از  ایستگاه های مهم راه ابریشم قرارداشته است. از اینرو در محله پایین خیابان، کاوانسراهای بسیاری بود که از بازارهای پر رونق مشهد  در آن روزگار حکایت داشت. دروازه شرقی مشهد درسه راهی هرات- تبریز- مرو در راه ابریشم واقع بوده است. بنا به اسناد وقفی، نام اولیه این مسجد رباط یا حوض رباط بوده است، صدای نقاره حرم مطهر رضوی در این مسجد به گوش میرسید و کاروانسراهای بزرگی در فاصله نزدیک مسجد قرار داشتند.  این مسجد امکان دسترسی زائرین و مجاورین به آب تمیز و مکان مناسب جهت انجام فریضه نماز را فراهم می اورده است. مسجد قدیمی رباط، اولین استراحتگاهی برای تازه واردین به شهر مشهد برای آمادگی تشرف و انجام آداب زیارت به حرم رضوی بوده است. مسجد قدیمی رباط دسترسی آسان به آب و آرامش را برای نمازگزاران اعم از زائرین و مجاورین فراهم میکرد. کاروانسراهای بسیاری، مسجد قدیمی رباط را در برگرفته بودند. از سویی کارکرد مسجد قدیمی رباط، کارکرد کاروانسراهای اطراف مسجد را تکمیل میکرد. مسجد قدیمی رباط در مشهد مرز حریم حرم مطهر رضوی با جاده ابریشم بود.  
دومین نام: مسجد حوض معجردار
آب‌انبار مسجد معجردار، هنوز نقش گامهای مردانی با لباس سیاه که به طلب روزی حلالی هر روز با مشک، سطل و دلو با سرعت در پله های آب انبار در رفت و آمد بودند را در خاطره خود دارد. امروز رد پای این مردان خستگی ناپذیر همانند آذینی بر سطح پله‌ها آب انبار مسجد حوض معجردار به یادگار مانده است. این مردان را آبکش و آب‌فروش، سقاء می‌نامیدند. آن زمانه‌ یکی از نذرهای حاجتمندان نذر آب بود. به میزان نذر حاجتمندان، دستان سقاءها با پیاله آبی خنک با تعارف و احترام به سوی زائرین و مردم کوی بازار دراز بود. سقاءها از مردم سلام بر حسین می‌‌شنید. در جلوی ورودی مسجد حوض معجردار که در حاشیه جنوبی پایین خیابان قرار داشته است، حوضی جهت وضو تعبیه میشود. از اینرو مردم خیر و حاجتمندان، با هدف کمک به آسایش نمازگزاران در انجام وضو، به سقاها مبلغی تحت عنوان نذر آب پرداخت میکردند. سقاها حوض جلوی مسجد را هر روز لبریز از آب خنک آب انبار می کردند، تا نمازگزاران بدون رنج پایین رفتن از پله های آب انبار مسجد به آب تمیز جهت طهارت دسترسی داشته باشند. آب داخل این حوض توسط یک نرده مشبک چوبی سبز رنگ از آلودگیهای اطراف حفظ میشد. این نرده در وقت نماز برای وضو گشوده میشد. از اینرو نام این مسجد به حوض معجردار معروف گردیده‌است.
سومین نام: مسجد صاحب الزمان (عج)
در سال۱۳۷۴ قمری/1334شمسی، میرزا علی فندرسی از خاندان الحسینی تولیت و رئیس هیت امنا مسجد شد. در این زمانه یکی از نمازگزاران این مسجد که حاجت روا  بود، با اجازه از میرزا علی فندرسی درخواست بازسازی کامل مسجد معجردار را می نماید. پس از 120 سال مسجد حوض معجردار مجددا و برای آخرین بار به هزینه این نمازگزار بازسازی میشود. در پی یک رویای صادقانه یکی از نمازگزاران، نام مسجد به مسجد صاحب الزمان (عج) مزین می‌شود. نام جدید مسجد صاحب الزمان(عج)  بر روی بر روی کتیبه ای سنگی در این بنا موجود است. 
نوع مالکیت

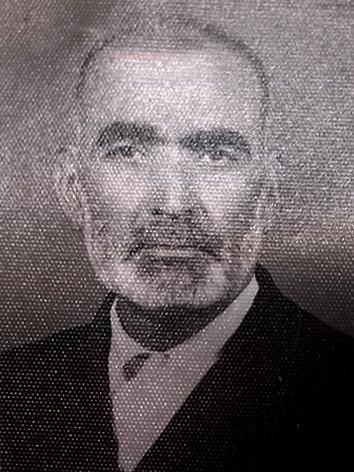
میرزا علی آقا فندرسی

در سال ۱۲۵۳ هجری قمری میرزا علی اصغر الحسینی پس از بازسازی مسجد رباط، دو باب دکان متصل به مسجد را وقف نموده‌است. در سال ۱۳۲۰ پرونده اوقافی این موقوفه به شماره (م-۱۲۹) ۳۱-559 در اداره اوقاف مشهد تشکیل گردیده‌است. آب انبار این مسجد متعلق به دوره صفویه است. مدیریت و نگهداری از این آب انبار به عهده اولاد میرزا علی اصغر الحسینی است. پس از فوت میرزا علی اصغر الحسینی واقف به فرزندان ذکور ارشد، اعقل و افهم  تفویض شده‌است. به روایت مدارک آخرین تولیت اوقافی و منصوب این اثر میرزا علی آقا فندرسی فرزند میرزا محمد از اولاد میرزا علی اصغر الحسینی بوده است.
قابل ذکر است در ادوار تاریخی مسجد حوض معجردار چندین بار بازسازی کلی می شود. در این بازسازی های کلی، هیچگاه پلان اصلی مسجد تغییر نکرده است. بنا به عرف و شریعت در بازسازی مساجد می‌باید همواره دیوار رو به قبله و دیوار پشت قبله، بصورتی تخریب میشوند که بقایایی آثار محراب و رد دیوار پشت به قبله در زمین باقی باشد تا اول تحدید حدود مسجد به راحتی میسر باشد و دوم در مدتی که مسجد در حال عملیات بازسازی است دچار آلودگی و ناپاکی نشود و قداست خانه خدا حفظ گردد.

## مشخصات اثر
مسجد حوض معجردار با قدمت دوره صفویه-قاجاریه در استان خراسان رضوی،مشهد، خیابان نواب صفوی، ضلع جنوب غربی تقاطع خیابان نواب صفوی و شارستان رضوی به شماره 31435 مورخ 1/12/1394 در فهرست آثار ملی ثبت گردید. 
ویژگی‌های معماری مسجد حوض معجردار:
این  مسجد با عنایت به قدمت ودارای ویژگیهای منحصر بفرد از معماری اسلامی بود. بنابه نظر یکی از کارشناسان خبره معماری مساجد ایران، پلان مسجد حوض معجردار با مسجد جامع تاریخی ازغد که در جنوب غربی مشهد قرار دارد. دارای تشابهات و قرابتهای بسیار است. این دو  مسجد دارای یک پیشخوان ورودی می‌باشند. از سویی تأثیر اندیشه و فرهنگ جبل عاملی را در پنجره‌های متعدد و بزرگ که نور طبیعی را از سمت قبله به داخل مسجد هدایت می‌کنند قابل مشاهده است. 
ویژگی خاص بنای مسجد حوض معجردار، استقرار بر روی یک مخزن آب انبار دوره صفوی است. این ویژگی ازسویی باعث تنظیم شرایط دمایی در فصول مختلف در آب انبار مسجد حوض معجردار می‌شود. از سویی استقرار بنای مسجد بر روی یک مخزن آب انبار سبب ایجاد شرایط میرائی در مواقع لرزش‌های دینامیکی و استاتیکی بر پیکره بنا می شود. قابل ذکر است در زمان آب داشتن مخزن آب انبار مسجد حوض معجردار توان میراگری در این بنا بسیار بالاست. استقرار بنای مسجد حوض معجردار بر روی یک مخزن آب انبارسبب میشود این دو سازه کارکردی مکمل و تکمیلی با یکدیگر داشته باشند. از یک سو آب انبار، نیاز نمازگزاران را به آب مرتفع می‌ساخته است.  از سوی دیگر سقف مسجد، سقف دوم آب انبار  محسوب میشده است و از تابش مستقیم نور خورشید به سقف مخزن آب انبار و افزایش دما آن جلوگیری می‌کرده است. سقف مسجد مانع نفوذ پس‌آب‌های محیطی به مخزن آب انبار مسجد می‌شده است. کف صحن مسجد، سقف اصلی مخزن آب انبار بوده است، حضور نمازگزاران در صحن مسجد سبب می‌شد که سقف آب انبار از هر گونه آسیب در امان باشد و صورت وجود آسیب در کف صحن مسجد بلافاصله کشف وترمیم شود. همینطور وزن سازه مسجد بر روی آب انبار نیز از لرزشهای شدید مخزن در زمان زلزله جلوگیری می‌کرده است. یک لایه ساروجی جدار مخزن آب انبار را از  کف سربی مخزن جدا می کرد. در صورت ایجاد ترک در مخزن آب انبار، آب داخل مخزن را غیر قابل استفاده میشد
مسجد حوض معجردار در حاشیه پائین خیابان قرار داشته است. در طول تاریخ، پائین خیابان شاهراه اصلی شهر  مشهد محسوب میشد. 
رویکرد طراحی بنای مسجد حوض معجردار و نیز جهت استقرار ستونهای مسجد به نحوی است که صرفاً از ضلع قبله و ضلع ورودی برای نورگیری بهره گرفته شده‌است. از اینرو نمازگزاران در صفوف نماز در شبستان مسجد در وقت ظهر میتوانند آسمان را نظاره کنند. در دیوار اضلاع غربی و شرقی بنا رف و تاقچه تعبیه شده است. در ضلع شرقی دسترسی به اتاق‌های جانبی و خدماتی ایجاد شده که در پلان مسجد مشهود است. مصالح بکار رفته در ساختار کلی مسجد در سال 1334شمسی حکایت از ساخت دوره معاصر دارد.
دو محراب مسجد حوض معجردار که باعث شهرت این مسجد شده‌است در ضلع قبله با فاصله حدود سه متر نمایان است. از ویژگیهای قابل توجه این مسجد می‌توان دو محرابی‌بودن آن نام برد که تنها مسجد دو محرابی در خراسان بزرگ است. در وقت نماز ظهر، شبستان مسجد با یک پرده پارچه ای به دو شبستان مردانه تبدیل میشده است. شبستان شرقی علاوه بر شبستان مردانه دارای یک شبستان فرعی برای زنان بوده است که برای زائرین و خانواده آنها کاربرد داشته است. شبستان غربی که فقط مردانه بوده است برای بازاریان و اهالی پایین خیابان بوده است. دو محراب مسجد حوض معجردار هم جهت و همسان برای اقامه نماز با یک اذان و در دو صف جماعت با دو امام جماعت و با رعایت فاصله شرعی بوده است. در شبستان شرقی نماز مسافر برای زائرین که شکسته بوده است اقامه میشد. در شبستان غربی نماز کامل برای کسبه و مردم پایین حیابان اقامه میشده است. در سایر اوقات، وقت نماز صبح و مغرب و عشاء شبستان به دو قسمت تفکیک نمیشده است. از این رو بررسی و قدمت معماری این مسجد جای بررسی‌های ویژه‌ای را توسط کارشناسان معماری اسلامی می‌طلبد. 
در ضلع شرقی دسترسی به اتاق‌های جانبی و خدماتی ایجاد شده که در پلان مسجد مشهود است. مسجد دارای سرویس بهداشتی و یک حیاط خلوت است که در پشت ضلع قبله واقع شده و در عرصه مسجد قراردارد. پوشش مسجد از نوع شیروانی چند جهته بوده و دارای ورق کوبی است.
بنای آب انبار:
انجام پروژه آبرسانی به مشهد از چشمه گیلاس (گلسب) در 52 کیلومتری شمال غربی مشهد در کوهپایه‌های جنوبی هزارمسجد در دشت توس از اقدامات عمرانی دوره تیموری است.  پروژه آبرسانی به مشهد با همت امیرعلیشیرنوایی وزیر شاهرخ تیموری انجام شد. در سال 1023 قمری پروژه آبرسانی چشمه گیلاس که در دوره تیموری شروع شده بود، در زمان شاه عباس اول صفوی (978-1038 قمری) پس از هفتاد سال با اسلوب مهندسی و نظارت عالی مجددا نوسازی و به بهره برداری رسید.  این پروژه ابرسانی از اقدامات مهندسی ممتاز دوره صفویه است. نهرشاهی امکان دسترسی  به آب شرب گوارا  و تمیز را برای زائرین و مردم مشهد فراهم میکرد. آب چشمه گیلاس یا گلسب از غرب شهر مشهد بنام نهر شاهی یا نهر خیابان وارد شهر مشهد شد. شاه عباس اول دستور داده بود که هیچکس اجازه استفاده از نهرشاهی تا قبل از رسیدن آب نهر شاهی به صحن عتیق در حرم مطهر رضوی را نداشت. پس از خروج نهر شاهی از صحن عتیق، آب نهر شاهی وارد پایین خیابان میشد. سازه ذخیره آب مسجد حوض معجردار، از اولین آب انبارها بود که استفاده از آب نهر شاهی را برای عموم مردم ممکن میساخت..
استقرار همتراز ورودی آب انبار متعلق به عصر صفویه و مقارن با دوره شاه عباس دوم با پیش ورودی مسجد بسیار قابل توجه است. تاقنمای ورودی بنا متشکل از یک پیش تاق و یک نیمکار می‌باشد که در تزئینات آن ترکیبی از کاشی هفت رنگی و آجر مشاهده می‌گردد. اشعار مرتبط با آب بر پیش تاق با کاشی خشتی نصب شده‌است. مسیر دسترسی به پاشیر رشته پلکانی با پوشش تاق آهنگ می‌باشد که به محل برداشت آب منتهی می‌شود. دسترسی میرآب به مخزن از پشت مسجد (ضلع جنوبی) فراهم شده‌است. تاق مخزن آب انبار با توجه به زیر سطحی بودن آن، از نوع تاق آهنگ با چیدمان ترکیبی ضربی و رومی است. داغ تراز ورودی آب از مسیر آب پائین خیابان همچنان بر بدنه مخزن آب انبار دیده می‌شود. مخزن آب انبار گنجایش حدود 1000 مترمکعب آب را داشته است. فضای مخزن در ابعاد ۱۰ در ۸ متر نشان از حجم بالای ذخیره آب و حجم مصرف آب شرب این منطقه است. باشد. این آب‌انبار هر ماه قمری دو بار کاملاً تخلیه و شسته و سپس با هماهنگی و مدیریت کلیه اهالی محل که بر تمیز بودن آب نهرشاهی در مسیر جریان آن نظارت داشتند. در زمان آبگیری آب انبار، به آب جاری در حال ورود به مخزن مقدار کمی نمک و زغال برای تصفیه به آب اضافه می شد. آبگیری آب انبار با مراسم خاصی شامل خواندن دعا و ذکر و آرزوی استفاده از این آب همراه با دلخوشی و سلامتی، عملیات آبگیری مخزن را به پایان می‌بردند. 
ویژگیهای خاص اثر:
1- ارزش محله ای و منطقه ای بنا در نگاه زائران و مجاوران
2-این اثر تنها مسجد شهر مشهد دارای دو محراب همجهت است.
3- مسجد بر روی یک آب انبار متعلق به دوره صفویه ساخته‌است.
4-این بنا دارای کتیبه‌های احداثی و سنگی با مضمون وقفنامه است.
5- کف و جداره آب انبار با ملات آهکی ایزوله شده‌است.

## ارزشهای ملی و تاریخی اثر
-آب‌انبار این مجموعه در دوره صفویه و نخستین‌سال سلطنت شاه‌عباس دوم، یعنی ۱۰۵۲قمری، به‌امر خواجه امیربیک ساخته شده‌است.
- پس از ورود نهر شاهی به پایین خیابان، آب انبار مسجد حوض معجردار جزو اولین آب انبارها بوده که از آب نهر شاهی پر میشده و  برای عموم آزاد بوده است.
-براساس آنچه در کتاب «مکتب شاهپور» آمده‌است در کتیبه این آب‌انبار، تاریخ ۱۰۵۲قمری را روی خود دارد، به‌خط علیرضا عباسی، خوشنویس نامی دوره صفویه، نوشته شده‌است.
-آب‌انبار حوض معجردار در دوره‌های اولیه ساخت، تأمین‌کننده آب شرب کاروان‌سراهای منطقه پایین‌خیابان بوده است. پایین خیابان اولین محل‌ برای استراحت اولیه کاروان‌های زیارتی و بازرگانی، بوده‌است. آب انبار مسجد حوض‌معجردار در ردیف آب‌انبارهای بزرگ ایران است. مجموعه آب انبار مسجد حوض‌معجردار دارای یک سیستم نگه‌داری آب بسیار ویژه بوده‌است. سیستم نگه‌داری آب مخزن از سرب در کف آب‌انبار برای ایجاد سرمای در مخزن استفاده می‌شده است. قابل ذکر است یک لایه از آجرهای ویژه و  باریک با ملات ساروج بین سرب و آب آشامیدنی مخزن یک جدار نازک ایجاد می‌کنند که از یک سوی آب به راحتی خنک شود و از سوی دیگر از آلودگیهای مسمومیت سرب جلوگیری شود.  در سال ۱۳۴۰شمسی زمانی که مشهد دارای آب لوله‌کشی شد. شهرداری مشهد برای جلوگیری از خطرات زیست‌محیطی مسمومیت سرب و حفظ سازه تاریخی آب انبار، مخزن آب‌انبار بزرگ را با خاک نرم پر کرده‌است. زیرا در کف مخزن آب‌انبار سرب وجود داشته است. این آب‌انبار از ابتدای ساخت تا زمان پُرشدن مخزن آب انبار با خاک، یعنی از اواسط دوره صفوی تا اواسط دوره پهلوی، مهم‌ترین منبع تأمین آب ساکنان منطقه پایین‌خیابان مشهد و کاروانهای زیارتی و تجارتی جاده ابریشم بود.
-از  دو قرن پیش تاکنون براساس اسناد موجود، مسجد «حوض معجردار» مسجد بوده و به همین دلیل یکی از قدیمی‌ترین مساجد مشهد محسوب می‌شود. ملک این مسجد طلق است، یعنی از روز اول برای مسجد درنظر گرفته شده و از هرگونه شبهه‌ای مصون است. از سال 1052 قمری تا روز تخریب این مسجد یعنی 387 سال هر روزه نمازهای یومیه باشکوه و با استعانت خداوند متعال بدون تعطیلی برگزار شده است.
-معماری این مسجد در کلّ خراسان خاص است. ازجمله مجامع ورودی مسجد با یک پیش‌خوان شروع شده و نمای شمالی و جنوبی مسجد هردو با پنجره‌های بزرگ احاطه شده‌اند.
-این مسجد تنها مسجد دارای دو محراب در خراسان بزرگ است.
- این مسجد به‌دلیل حوض معجردار نامیده اند که در گذشته حوضی با نرده‌های چوبی در جلوی این مسجد برای وضو گرفتن مردم قرار داشته‌است.
- مشهد شهری باستانی نیست. مشهد به صورت یک شهر یکپارچه تاریخی طولانی ندارد. از حدود چهارصد سال قبل، توسعه شهری مشهد شروع شد. لذا قدمت و کهنگی مسجد حوض معجردار با حداقل سه بار بازسازی کلی در شکل‌گیری شهر مشهد بسیار قابل توجه است و می‌تواند معاصر تاریخ فصل آغازین مشهد باشد. 
- بنا به گفته اهالی محلی، این مسجد از قدیم‌الایام استجابت دعا داشته است. امام جماعت این مسجد بیش از پنجاه سال سابقه اقامه نماز در این مسجد را دارد. سریدار مسجد افتخار دارد که سه نسل است که سمت سریداری این مسجد را دارند.
- در سال ۱۳۱۴ از سوی هیئت وزیران دوره پهلوی اول دستورالعملی ابلاغ شد، که چهار مسجد در چهار نقطه شهر مشهد جهت برگزاری مجالس ترحیم با ضوابط خاص، از سوی بلدیه تعیین شد. مسجد حوض محجردار در پایین‌خیابان یکی از این مساجد چهارگانه بود.
- در سال 1314 شمسی مسجد حوض معجردار در جریان قیام گوهرشاد بعنوان یک مرکز فرماندهی، هماهنگی و پشتیبانی قیام نقش داشته است. در این زمانه میرزا علی آقا فندرسی تولیت مسجد حوض معجردار را بعهده داشته است. میرزا علی آقا فندرسی در روزهای بحران و قیام، نقش فعالی در قیام گوهرشاد داشته است. او  با بسیج و اعزام کشاورزان از موقوفه خانوادگی نوکاریز  در شرق به حرم مطهر امام رضا(ع) و پذیرایی و اطعام گسترده مردم در مسجد حوض معجردار در کنار مردم و قیام گوهرشاد بود.
- در گذشته از همیشه مردم از سمت پایین خیابان به حرم مطهر رضوی مشرف می شدند. مسجد حوض معجردار در پایین خیابان ، یکی از ایستگاه‌های مهم برای شروع آداب زیارت و تشرف به حرم مطهر رضوی بوده‌است. با عنایت به اینکه علمای شیعه همیشه از پایین پای مبارک حضرت یعنی بست پایین خیابان به حرم مطهر رضوی مشرف میشوند.

## آسیب های وارده (آسیب شناسی)
بازسازی مسجد در دوره معاصر از نظر کالبدی شرایط مطلوبی برای آن ایجاد کرده‌است. البته استفاده از اجزاء و پوسته های نامطلوب و غیر معمول در بخش ورودی و نیز حضور پروفیلها بصورت اکسپوز در نما عملاً موجب بروز آسیبهای بصری در این بخش گردیده‌است. در خصوص این مسجد اقدام مشخص و بارز برای حفظ قسمتهائی از بدنه تاریخی انجام نگرفته‌است. در خصوص آب انبار شرایط کالبدی مناسبی در بخش ورودی وجود دارد. نیاز بنا برای مرمت در این بخش محدود به اقدامات تثبیت تزئینات کاشی و نیز مرمت جداره‌ها و نازک کاریست. فضای انباره آب در ناحیه سقف دچار آسیب است که نیاز به مرمت موضعی سقف را میطلبد. کمک به حفظ شرایط پایداری سقف در کنار مرمت جداره‌های داخلی فضای انباره آب و نیز خوانا سازی اجزای آبرسان از اولویتهای اقدامات مرمتی بشمار میآید. در کنار اقدامات حفاظتی و کالبدی شرایط نامناسب دسترسی به انباره آب و نیز استقرار فعالیت اقتصادی در بخش ورودی آب انبار از آسیبهای مهم در بهره‌گیری از فضای آب انبار و بازدید از آن بشمار می آید.
شرح وضیعت موجود بنا:
در زمستان سال ۱۳۹۶در 25 دیماه مسجد حوض معجردار به موجب طرح نوسازی و بهسازی شهرداری مشهد و علی‌رغم هشدار مکرر فعالان و کارشناسان میراث فرهنگی توسط شهردار مشهد تخریب شد. 

## نگارخانه

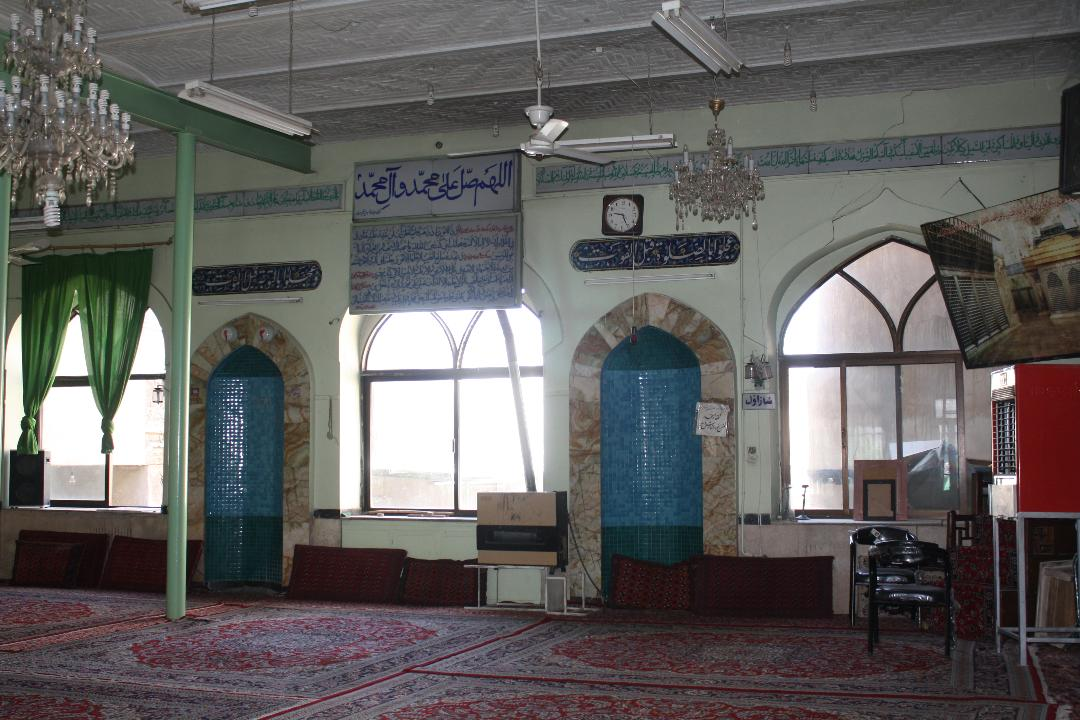
دو محراب در یک بدنه دیوار مسجد
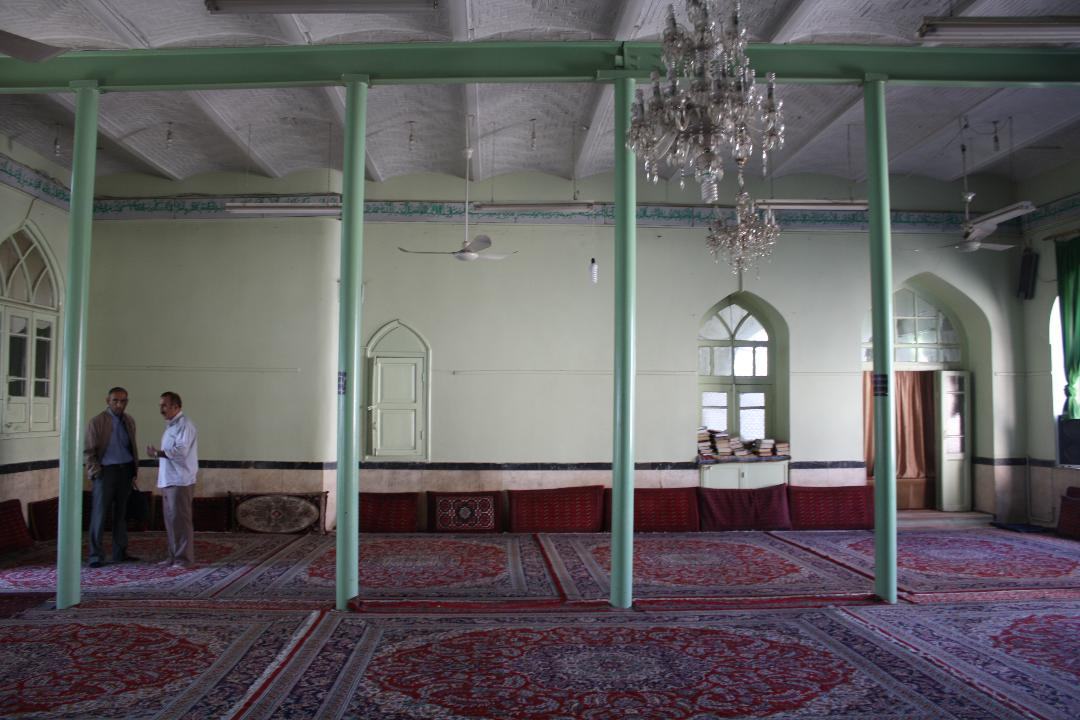
فضای داخلی
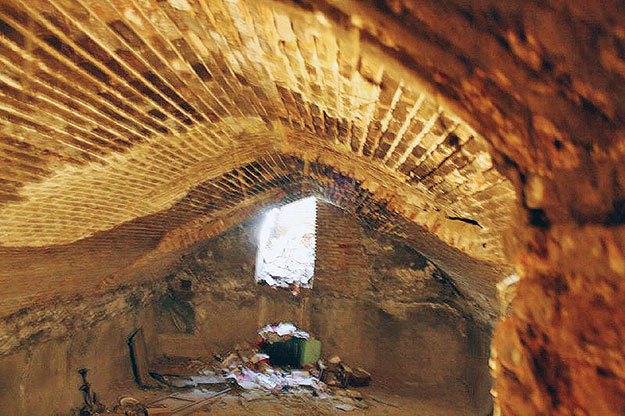
اقامه نماز در مسجد تخریب شده
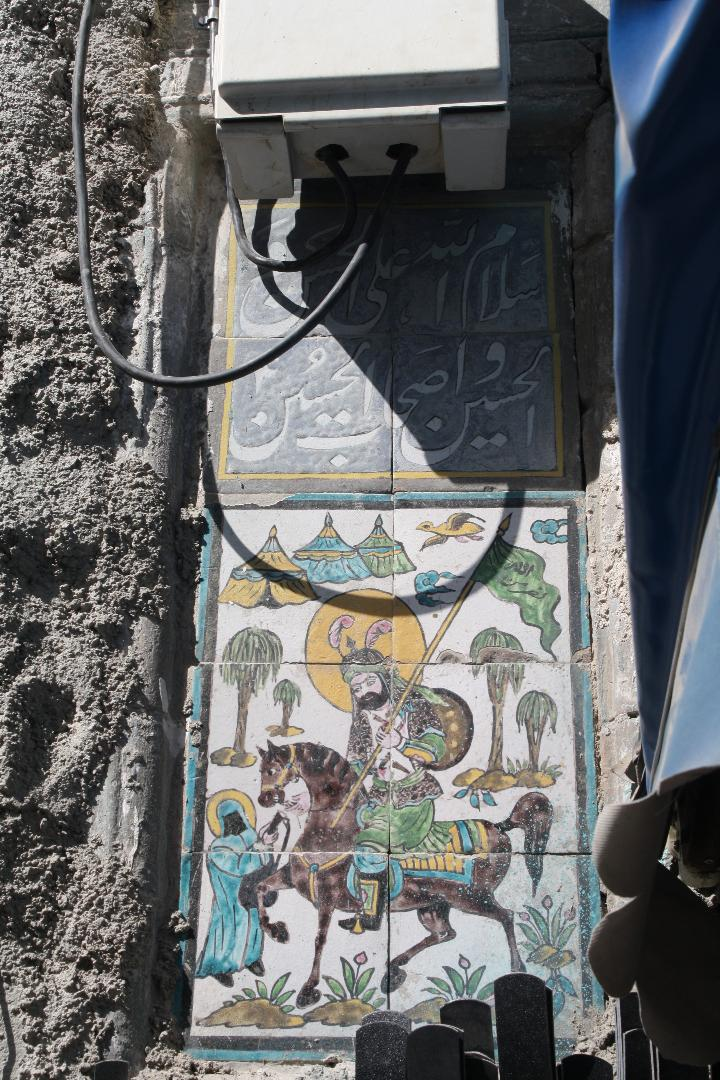
تزئینات کاشی هفت رنگ حاشیه طرفین سردر ورودی آب‌انبار برگرفته از واقعهٔ کربلا